# 쑤언록 전투
쑤언록 전투(베트남어: Trận Xuân Lộc / 戰春祿)은 1975년 베트남 전쟁 말기 남베트남 군대와 북베트남 군대가 동나이성 쑤언록현에서 치른 베트남 전쟁의 거의 마지막 전투로 북베트남이 승리를 거두었지만 몇 시간 또는 2~3일 정도면 함락시킬 수 있는 도시를 무려 15일 동안 전투를 치렀고 이 과정에서 남베트남보다 더 많은 손실과 피해를 입어 세계의 이목이 집중되었다.